# José Manuel Lara Bosch
José Manuel Lara Bosch (Barcelona, 8 de marzo de 1946-ibidem, 31 de enero de 2015) fue un empresario y editor español, presidente de Grupo Planeta y de Atresmedia. Fue el II marqués del Pedroso de Lara.

## Biografía
Hijo del empresario y editor José Manuel Lara Hernández (capitán de la Legión en Barcelona durante la guerra civil española) y de María Teresa Bosch Carbonell, era el presidente de Grupo Planeta, creado por su padre en 1949 y al que estaba vinculado desde 1963. Lara Bosch cursó estudios de Ciencias Económicas en la Universidad de Barcelona y era máster en la escuela de negocios ESADE. Casado con Consuelo García-Píriz desde 1973, tuvo cuatro hijos.
Falleció el 31 de enero de 2015 a los 68 años de edad, a causa de un cáncer de páncreas contra el que había luchado desde 2011.

## Trayectoria
Inició su carrera profesional en el año 1963 en la Librería Larousse de París, pasando a ocupar, posteriormente, diferentes responsabilidades dentro de la estructura y de las empresas de Grupo Planeta, tanto en España como en América Latina. En 1996 fue nombrado consejero delegado del Grupo, iniciando el proceso de diversificación, y en 2003, tras la muerte de su padre, fue nombrado presidente. Desde ese mismo año era también presidente del Grupo Atresmedia.
Fue también miembro de la junta directiva del Instituto de la Empresa Familiar y de los consejos de administración del Banco Sabadell Atlántico y Grupo Zed. Asimismo, era patrono de la Fundación Carolina y de la Fundación Camilo José Cela. Había sido también presidente del Instituto de la Empresa Familiar, del Círculo de Economía y de Uteca. En 2007 la Generalidad de Cataluña le concedió la Cruz de Sant Jordi.
El 13 de agosto de 2009 dejó de ser el máximo accionista del Real Club Deportivo Espanyol, vendiendo su paquete de acciones a un grupo inversor liderado por Ramon Condal.

## Acerca de Grupo Planeta
Grupo Planeta, que presidió Lara desde 2003 hasta su muerte, fue fundado en Barcelona en 1949 a partir de la creación de Editorial Planeta, y es hoy el primer grupo español de comunicación que opera en España, Francia y América Latina. De capital íntegramente familiar, concentra su actividad en los ámbitos editorial, de la información, la formación y el entretenimiento audiovisual, y cuenta en la actualidad con más de 100 empresas, entre propias y participadas. Es el primer grupo editorial en España y Latinoamérica, el segundo en Francia, tras la adquisición del poderoso grupo editorial francés Editis en 2008, y uno de los principales líderes de la edición en Europa.
Una de las principales apuestas de Grupo Planeta, desde finales de los años 1990, ha sido la inversión en medios de comunicación, hasta convertirse en uno de los grandes líderes españoles. Desde 2012 José Manuel Lara presidió el Grupo Atresmedia (Antena 3, La Sexta, Onda Cero, Europa FM y Melodía FM. El Grupo Planeta es también accionista de referencia de los diarios La Razón. A partir de septiembre de 2007 era propietario de la mayoría del primer grupo de comunicación colombiano, Casa Editorial El Tiempo, editor del diario líder en Colombia, El Tiempo y del primer canal de televisión local de Bogotá, Citytv, entre otras muchas publicaciones.
Destaca también la creación, en 1992, de la Fundación José Manuel Lara, con sede en Sevilla, destinada al fomento y desarrollo de la cultura en Andalucía y en toda España, con proyectos editoriales, de investigación cultural y premios literarios para estimular la lectura y la creación literaria.

## Distinciones
- El 23 de abril de 2007 se le otorgó la Creu de Sant Jordi por parte de la Generalidad de Cataluña.
- El 21 de octubre de 2009 recibió la Medalla Internacional de las Artes de la Comunidad de Madrid.
- El 11 de octubre de 2012 fue distinguido[10] con la Orden del Mérito de la Guardia Civil, con distintivo de plata, por su colaboración y relación continua con el Instituto Armado.
- El 28 de febrero de 2013 fue distinguido con la Medalla de Andalucía por parte del gobierno andaluz con motivo del Día de Andalucía.[11]
- El 30 de mayo de 2013 se le distingue como Hijo Adoptivo de la Ciudad de Sevilla.[12]